# Mopho
Mopho é uma banda brasileira de rock and roll formada em 1996, na cidade de Maceió, Alagoas. Seus integrantes são João Paulo (guitarra, violão e voz), Allysson (bateria), Leonardo Luiz (contrabaixo) e Dinho Zampier (teclado).

## História
A banda tem suas origens em 1989 na cidade de Arapiraca, agreste alagoano, quando João Paulo e Junior Bocão formam uma banda cover de Beatles.
Em 1994, João Paulo muda-se para Maceió e forma a banda Água Mineral, de rock and roll e blues, e em 1996, muda o nome da banda para Mopho. O nome é originado de brincadeiras de amigos que, na efervescência do movimento Manguebeat em Recife, disseram que a banda ia "mofar" no estúdio.
Em 1997, João Paulo, Hélio Pisca e Alessandro Aru gravam a primeira demo tape da banda intitulada de "Uma Leitura Mineral Incrível", que foi lançada apenas em formato K7 e com forte sonoridade de rock progressivo (participação de Leonardo Luiz no teclado). Em 1998, após a saída de Alessandro Aru e a entrada de Junior Bocão e Leonardo Luiz, a banda grava a segunda demo tape com o nome de "Um Dia de Cada Vez", esta já em CD.

### Mopho
O homônimo álbum, prensado e vendido por Luiz Calanca, foi gravado em 1999 e lançado em 2000 pelo selo paulistano Baratos Afins. Este trabalho foi muito aclamado pela crítica nacional e projetou a banda em importantes festivais de música independente como Abril Pro Rock, Porão do Rock, Balaio Brasil, Festival de Inverno de Garanhuns. Com o disco, a banda chegou a figurar em um TOP 35 da rádio californiana KALX, de Berkeley, e arrancou vários elogios como do ex-Mutantes Arnaldo Baptista, do maestro Rogédio Duprat, até de uma banda americana Wondermints, que acompanhava o Brian Wilson, do The Beach Boys, em turnê.
Este álbum é considerado um dos melhores álbuns da década de 2000..

### Sine Diabolo Nullus Deus
Após o grande sucesso do primeiro álbum, a banda se dissolve em 2003 quando estava prestes a lançar o segundo trabalho. Junior Bocão e Hélio Pisca vão para São Paulo e formam a banda Casa Flutuante, enquanto João Paulo grava com Leonardo Luiz o Sine Diabolo Nullus Deus, lançado pela Baratos Afins em 2004. A banda resolve continuar suas atividades com outra formação tendo João Paulo (Guitarra), Nardel Guedes (Guitarra), Jeff Joseph (Bateria), Mano (Baixo) e Dinho Zampier (Teclados) entrando no lugar de Leonardo Luiz. Durante alguns anos a banda continuou fazendo shows tocando músicas deste disco além das canções do primeiro álbum. Esta formação se mostrou inconsistentes ao longo do tempo, tendo várias entradas e saídas de integrantes, entre os que fizeram parte da formação deste período Adriano (Bateria) e Samuel (Bateria). Neste mesmo período a banda fez um show de pré-lançamento do filme baseado na obra de Angeli "Wood & Stock" em sua cidade, onde executaram a música "Quando você me disse adeus" presente no longa, foram destaque também em duas apresentações no Teatro Deodoro, celebre casa de espetáculos Alagoano.

### Casa Flutuante
Instalados em São Paulo, Bocão e Hélio Pisca lançam, em 2004, o disco A Terra É Nossa Casa Flutuante.

### Volume 3
Em 2008, após cinco anos separados, o grupo anuncia o retorno e com planos para um novo disco. Em 2011, o disco Volume 3 é lançado pela Pisces Records.

## Discografia

### Álbuns de estúdio
- 2000 - Mopho
- 2004 - Sine Diabolo Nullus Deus
- 2011 - Volume 3
- 2017 - Brejo
- 2021 - Que Fim Levou Meu Sorriso

### Demos
- 1997 - Uma Leitura Mineral Incrível
- 1998 - Um Dia de Cada Vez
- 2003 - Demo (Demo do disco Sine Diabolo Nullus Deus)

### Participações
- 2001 - Revista Trip 81 Musikaos (Participação com a música "Uma Leitura Mineral Incrível")
- 2006 - Trilha de Wood & Stock: Sexo, Orégano e Rock'n'Roll (Participação com a música "Quando Você Me Disse Adeus")